# Lucien Karpik
Lucien Karpik, né en 1934, est un sociologue français, professeur à l'École des Mines de Paris où il a créé en 1967 le Centre de sociologie de l'innovation qui est à l'origine de la théorie de l'acteur réseau et de nouvelles approches en sociologie des sciences et des techniques. Les travaux de Lucien Karpik relèvent des sociologies politique et économique ; il est tout particulièrement cité pour ses contributions sur l'économie de la qualité.

## Œuvres
- « L'économie de la qualité », Revue française de sociologie, XXXe[Quoi ?], 2,1989, 187-210.
- (en) Lawyers and the Rise of Western Political Liberalism, avec Terence C. Halliday, Clarendon Press, Oxford, 1997.
- Les avocats entre l’État, le marché et le public, 1274-1994, Gallimard, Bibliothèque des Sciences Humaines, Paris, 1995, trad. anglaise avec Nora Scott, French Lawyers, A study in collective action, 1274-1994, Oxford University Press, Oxford, 1999.
- « "Avocats des causes" et avocats politiques : deux formes d'engagement de la défense », avec Terence Halliday,  in Justices, hors-série - décembre 2001.
- « Nouvelle justice, nouvelle démocratie », in Daniel Soulez-Larivière et Hubert Dalle (dir.), Notre Justice, Robert Laffont, 2002.
- (en) Political Lawyering, Judiciaries, and Political Liberalism, avec Terence C. Halliday et Malcolm Feeley (dir.), Hart Publishing, 2006.
- L’économie des singularités, Gallimard, Bibliothèque des Sciences humaines, 2007.
- (en) Fighting For Political Freedom. Comparative Studies of the Legal Complex and Political Change, avec Malcolm Feeley, Terry Halliday (dir.), Hart Publishing, Oxford, 2008.
- « Trust: Reality or illusion? A critical examination of Williamson », Journal of Trust Research, IV, 1,2014, 22-33.